# Gare d'Ampsin
La gare d'Ampsin est une gare ferroviaire belge de la ligne 125, de Liège à Namur, située à Ampsin section de la commune d'Amay, en Région wallonne, dans la province de Liège.
Une halte est mise en service peu après l'ouverture de la ligne, au début des années 1850, par la Compagnie de chemin de fer de Namur à Liège. C'est une halte voyageurs de la Société nationale des chemins de fer belges (SNCB) desservie par des trains omnibus (L) et d'heure de pointe (P).

## Situation ferroviaire
Établie à 71 m d'altitude, la gare d'Ampsin est située au point kilométrique (PK) 24,9 de la ligne 125, de Liège à Namur, entre les gares ouvertes d'Amay et de Huy.

## Histoire
Le 18 novembre 1850 la Compagnie du chemin de fer de Namur à Liège ouvre à l'exploitation la section principale de sa ligne de Namur à Liège. La municipalité d'Ampsin réclame l'ouverture d'une halte et propose d'en garantir une recette minimum annuelle. La Compagnie met en service la halte d'Ampsin avant de céder le 1er janvier 1854, l'exploitation de la ligne à la Compagnie du Nord - Belge créée suivant la convention signée avec la Compagnie des chemins de fer du Nord (française).
En avril 1869 les demandes d'amélioration de la halte faites par la commune sont relayées à la chambre des représentants. Il est notamment remarqué que cette halte qui dessert une commune de 1700 habitants dispose d'une salle d'attente de huit mètres carrés ne proposant que huit places assises alors qu'environ 70 voyageurs empruntent la halte chaque jour.

## Service des voyageurs

### Accueil
Halte SNCB, c'est un point d'arrêt non géré (PANG) à accès libre.

### Dessertes
Ampsin est desservie par des trains Omnibus (L) et d'heure de pointe (P) de la SNCB qui effectuent des missions entre Liège-Guillemins et Namur (voir brochure de la ligne 125)).
- en semaine, la desserte comprend un train L par heure dans chaque sens ;
- le week-end et les jours fériés ne circule qu'un train L toutes les deux heures.

Il existe également quelques trains supplémentaires (P) en semaine aux heures de pointe :
- un train P, le matin, reliant Statte à Liège-Guillemins ;
- deux autres (un le matin et un l'après-midi) reliant Liège-Guillemins à Huy ;
- un train P, l'après-midi, relie Huy à Liège-Guillemins.

### Intermodalité
Un parking pour les véhicules y est aménagé.

## Comptage voyageurs
Le graphique et le tableau montrent le nombre de passagers qui en moyenne embarquent durant la semaine, le samedi et le dimanche.
| Nombre de voyageurs qui embarquent à la gare d'Ampsin | Nombre de voyageurs qui embarquent à la gare d'Ampsin | Nombre de voyageurs qui embarquent à la gare d'Ampsin | Nombre de voyageurs qui embarquent à la gare d'Ampsin |
|                                                       | Semaine                                               | Samedi                                                | Dimanche                                              |
| ----------------------------------------------------- | ----------------------------------------------------- | ----------------------------------------------------- | ----------------------------------------------------- |
| 1977                                                  | 189                                                   | 72                                                    | 34                                                    |
| 1978                                                  | 264                                                   | 103                                                   | 73                                                    |
| 1979                                                  | 262                                                   | 77                                                    | 46                                                    |
| 1980                                                  | 273                                                   | 124                                                   | 66                                                    |
| 1981                                                  | 281                                                   | 139                                                   | 75                                                    |
| 1982                                                  | 259                                                   | 107                                                   | 67                                                    |
| 1983                                                  | 288                                                   | 57                                                    | 42                                                    |
| 1984                                                  | 261                                                   | 41                                                    | 32                                                    |
| 1985                                                  | 235                                                   | 49                                                    | 39                                                    |
| 1986                                                  | 218                                                   | 70                                                    | 26                                                    |
| 1987                                                  | 245                                                   | 44                                                    | 41                                                    |
| 1988                                                  | 252                                                   | 41                                                    | 30                                                    |
| 1989                                                  | 226                                                   | 54                                                    | 33                                                    |
| 1990                                                  | 180                                                   | 43                                                    | 37                                                    |
| 1991                                                  | 204                                                   | 65                                                    | 30                                                    |
| 1992                                                  | 239                                                   | 62                                                    | 35                                                    |
| 1993                                                  | 160                                                   | 48                                                    | 34                                                    |
| 1994                                                  | 167                                                   | 35                                                    | 19                                                    |
| 1995                                                  | 126                                                   | 39                                                    | 25                                                    |
| 1996                                                  | 157                                                   | 33                                                    | 20                                                    |
| 1997                                                  | 158                                                   | 54                                                    | 32                                                    |
| 1998                                                  | 160                                                   | 38                                                    | 33                                                    |
| 1999                                                  | 132                                                   | 35                                                    | 32                                                    |
| 2000                                                  | 136                                                   | 50                                                    | 31                                                    |
| 2001                                                  | 143                                                   | 28                                                    | 35                                                    |
| 2002                                                  | 114                                                   | 29                                                    | 35                                                    |
| 2003                                                  | 144                                                   | 41                                                    | 26                                                    |
| 2004                                                  | 149                                                   | 31                                                    | 25                                                    |
| 2005                                                  | 163                                                   | 37                                                    | 28                                                    |
| 2006                                                  | 177                                                   | 34                                                    | 24                                                    |
| 2007                                                  | 147                                                   | 36                                                    | 24                                                    |
| 2008                                                  | -                                                     | -                                                     | -                                                     |
| 2009                                                  | 149                                                   | 22                                                    | 19                                                    |
| 2010                                                  | -                                                     | -                                                     | -                                                     |
| 2011                                                  | -                                                     | -                                                     | -                                                     |
| 2012                                                  | 179                                                   | 31                                                    | 23                                                    |
| 2013                                                  | 203                                                   | 39                                                    | 36                                                    |
| 2014                                                  | 184                                                   | 48                                                    | 32                                                    |
| 2015                                                  | 133                                                   | 29                                                    | 28                                                    |
| 2016                                                  | 136                                                   | 36                                                    | 31                                                    |
| 2017                                                  | 137                                                   | 23                                                    | 14                                                    |
| 2018                                                  | 144                                                   | 27                                                    | 22                                                    |
| 2019                                                  | 134                                                   | 30                                                    | 20                                                    |
| 2020                                                  | 101                                                   | 26                                                    | 16                                                    |
| 2021                                                  | -                                                     | -                                                     | -                                                     |
| 2022                                                  | 170                                                   | 66                                                    | 55                                                    |
| 2023                                                  | 211                                                   | 55                                                    | 47                                                    |
| 2024                                                  | 191                                                   | 50                                                    | 42                                                    |